# Neuroleon danieli
Neuroleon danieli är en insektsart som först beskrevs av Marc Lacroix 1922. 
Neuroleon danieli ingår i släktet Neuroleon och familjen myrlejonsländor. Inga underarter finns listade i Catalogue of Life.